# Euboios
Euboios ist ein Gigant aus der griechischen Mythologie.
Er ist zusammen mit den Giganten Pankrates, Polybotes, Oranion, Ephialtes und Euphorbos auf einer attisch-schwarzfigurigen Vase abgebildet und benannt, die circa 575–525 v. Chr. geschaffen wurde.
Die Darstellung zeigt die Gigantomachie. Die Giganten befinden sich auf im Kampf mit Herakles, Athene, Zeus, Ares, Dionysos, Hermes, Artemis und Apollon.